# جرم‌شناسی ویدئویی
جرم‌شناسی ویدئویی (انگلیسی: Forensic video analysis) بررسی علمی، مقایسه و ارزیابی ویدئو در موضوعات حقوقی است.

## تجزیه و تحلیل ویدئو درجرم‌شناسی
تجزیه و تحلیل ویدئوها در جرم‌شناسی در انواع اختلافات بین‌المللی و مناطق درگیری استفاده شده است. جرم‌شناسی ویدئویی برای نشان دادن این‌که تصاویر و ویدئوهای استفاده‌شده در دادگاه و رسانه‌ها قابل تأیید و درست هستند ضروری است. زمانی که رسانه‌ها و دولت‌ها از ویدئوهایی استفاده می‌کنند، جرم‌شناسی ویدیویی اهمیت پیدا می‌کند. برای مثال بسیاری از ویدئوهای دریافت‌شده از داخل یمن و سوریه باعث نگرانی شدید سیاسی و عمومی شده است. تیم‌های سازمان ملل و همچنین دولت‌های سراسر جهان از نرم‌افزار و دانش فنی برای اطمینان از صحت اطلاعات استفاده کرده‌اند.